# 가와모토 료지
가와모토 료지(일본어: 川本 良二, 1982년 9월 25일 ~ )는 일본의 전 축구 선수이다.

## 구단 경력
과거 오이타 트리니타, 에히메 FC에서 활동하였다.